# Wiele (województwo pomorskie)
Wiele (dodatkowa nazwa w j. kaszub. Wielé; niem. Wielle) – wieś kaszubska w Polsce, położona w województwie pomorskim, w powiecie kościerskim, w gminie Karsin, na południowym krańcu Wdzydzkiego Parku Krajobrazowego i nad jeziorem Wielewskim.
W latach 1975–1998 miejscowość należała administracyjnie do województwa gdańskiego.
W obszar wsi wchodzą ponadto:
| Integralne części wsi Wiele | Integralne części wsi Wiele | Integralne części wsi Wiele |
| SIMC                        | Nazwa                       | Rodzaj                      |
| --------------------------- | --------------------------- | --------------------------- |
| 0162790                     | Abisynia                    | część wsi                   |
| 0162808                     | Bekasowo                    | część wsi                   |
| 0162814                     | Będomin                     | część wsi                   |
| 0162820                     | Biała Góra                  | część wsi                   |
| 1067124                     | Chojny                      | osada                       |
| 0162850                     | Jeżewo                      | osada leśna                 |
| 0162866                     | Mrówkowo                    | osada leśna                 |
| 0162872                     | Piątkowo                    | osada leśna                 |
| 0162889                     | Przydół                     | osada leśna                 |
| 0162895                     | Rogalewo                    | osada leśna                 |
| 1061475                     | Wiele-Wybudowanie           | część wsi                   |

## Opis miejscowości
Najstarsza pośrednia wzmianka pochodzi z 1352, gdzie mowa jest o „puszczy wielewskiej” (niem. Velymschen heyde) nad Wdą, w tekście przywileju nadania wsi Górki Wangeriszowi z Cisewia. Pierwszy zapis nazwy Wiele pochodzi z 1382, z przywileju nadania tej miejscowości prawa niemieckiego przez komtura z Tucholi – brata Henryka von Bullendorfa.
Miejsce urodzin kaszubskich działaczy: Hieronima Derdowskiego oraz Tomasza i Wincentego Rogalów.
Wiele to miejscowość letniskowo - wypoczynkowa i rolnicza. Nad jeziorem Wielewskim znajdują się ośrodki wypoczynkowe, a także zakład przeróbki drewna.
Siedziba Muzeum Ziemi Zaborskiej, z największą w kraju kolekcją haftów jednego autora (ok. 500 dzieł) – Leonarda Brzezińskiego, twórcy szkoły haftu wielewskiego.
We wsi odbywają się również Turnieje Gawędziarzy Ludowych Kaszub i Kociewia. Od 2004 rokrocznie latem Wiele jest jedną ze scen Międzynarodowego Festiwalu Folkloru.

## Zabytki

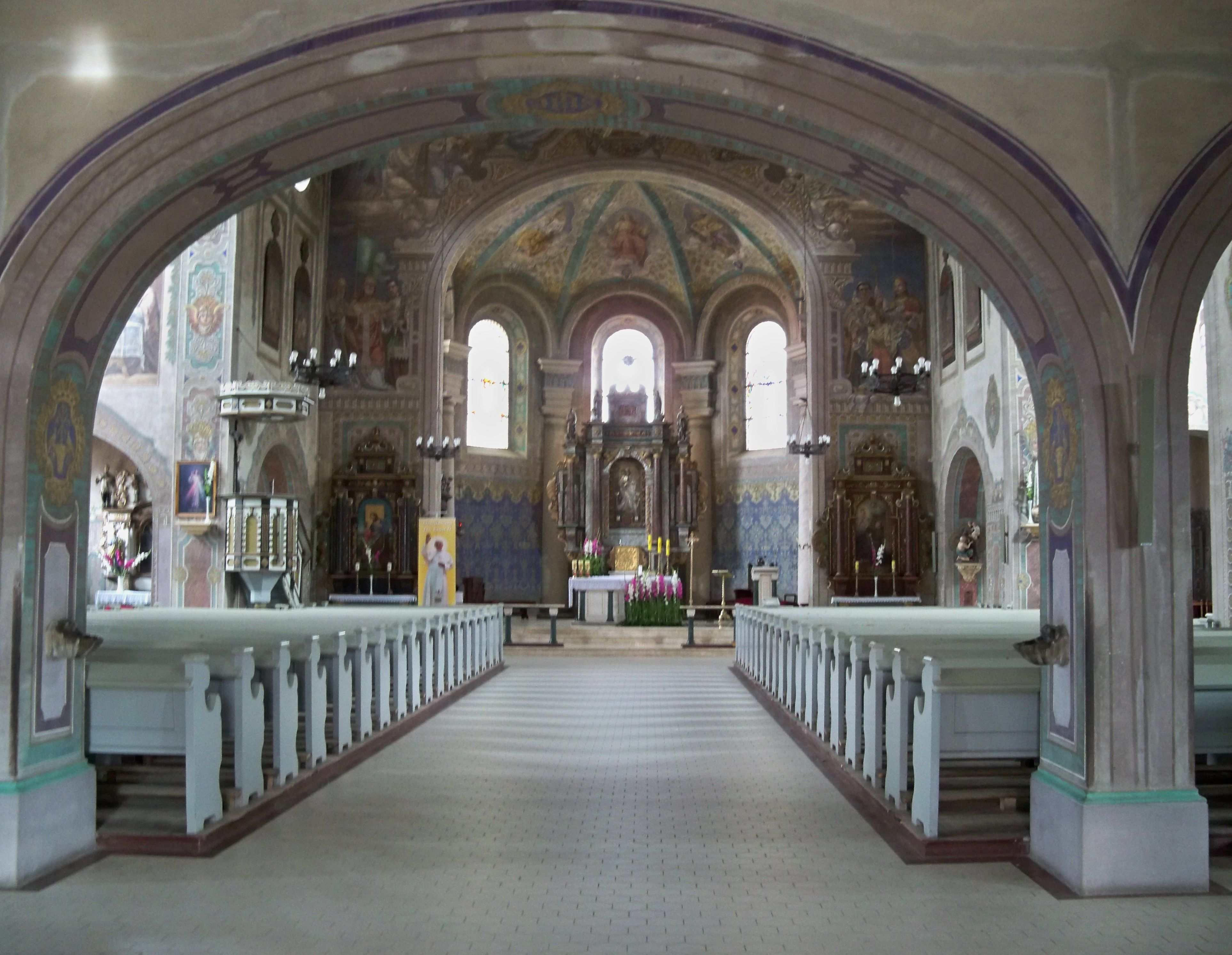
Wnętrze kościoła

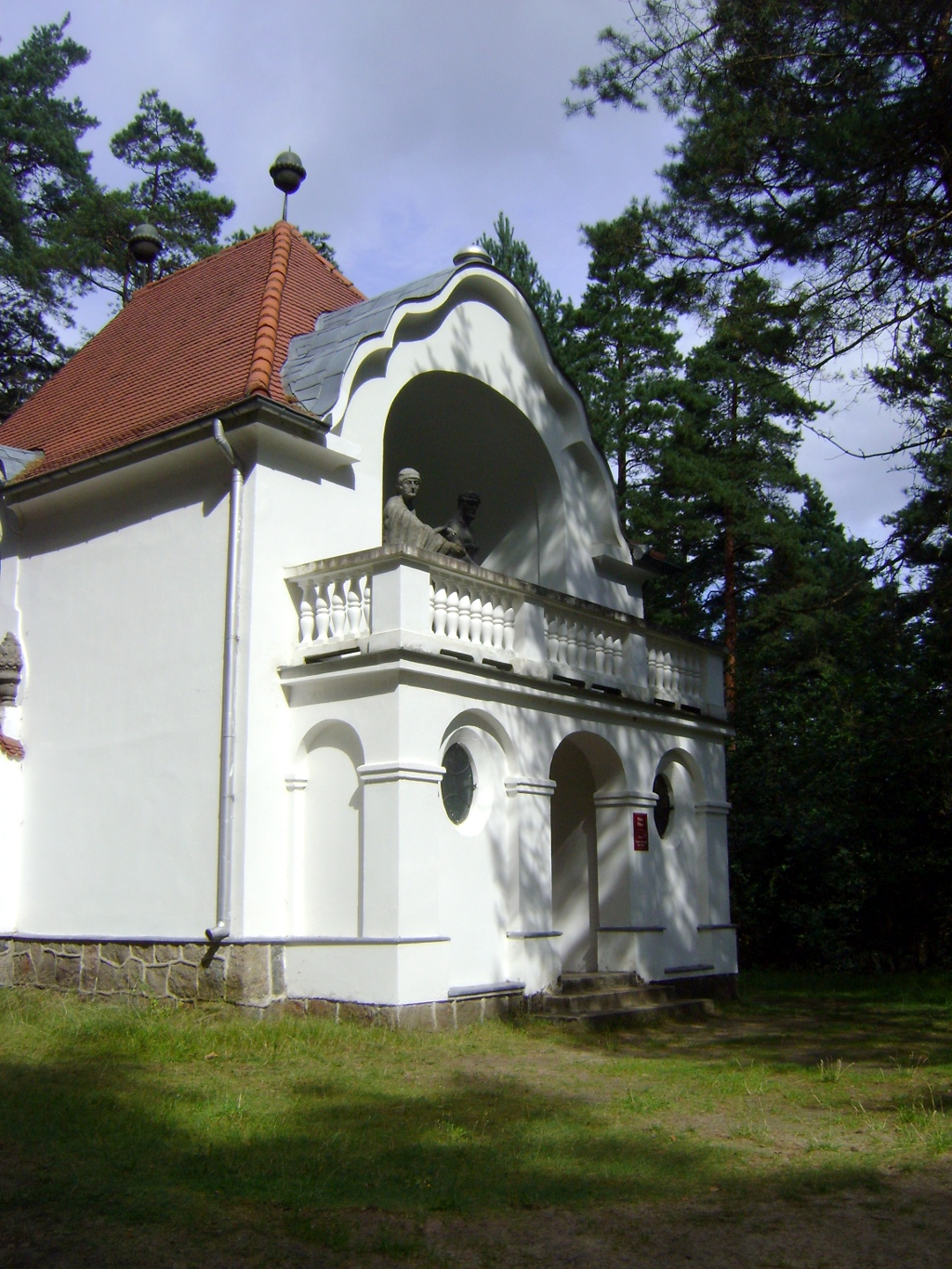
Kalwaria Wielewska, „Dom Piłata”

Według rejestru zabytków Narodowego Instytutu Dziedzictwa na listę zabytków wpisany są:
- zespół ruralistyczny wsi, nr rej.: 966 z 2.06.1986
- kościół parafialny pw. św. Mikołaja, 1904-05, nr rej.: A-1188 z 4.06.1998, neobarokowy, z trzema wieżami o cebulastych hełmach, przed fasadą i u ramion transeptu. W barokowym wyposażeniu cudowny obraz Matki Boskiej Pocieszenia[9].
- cmentarz grzebalny, nr rej.: j.w.
- Kalwaria Wielewska, 1915-24, nr rej.: A-1189 z 1.07.1998:
  - park kalwaryjski
  - 16 kaplic
  - 6 stacji drogi krzyżowej (figury)
  - pustelnia (dom dla stróża).

Neobarokowy kościół z 1906 pod wezwaniem św. Mikołaja został zbudowany na miejscu dawnego, drewnianego z 1728. Część materiału starego kościoła wykorzystano do budowy kościoła w pobliskim Karsinie. Na wzgórzach otaczających jezioro Wielewskie znajduje się Kalwaria Wielewska, drugi taki obiekt na Pomorzu Gdańskim obok Kalwarii Wejherowskiej, założona w latach 1915–1927.

## Kalendarium

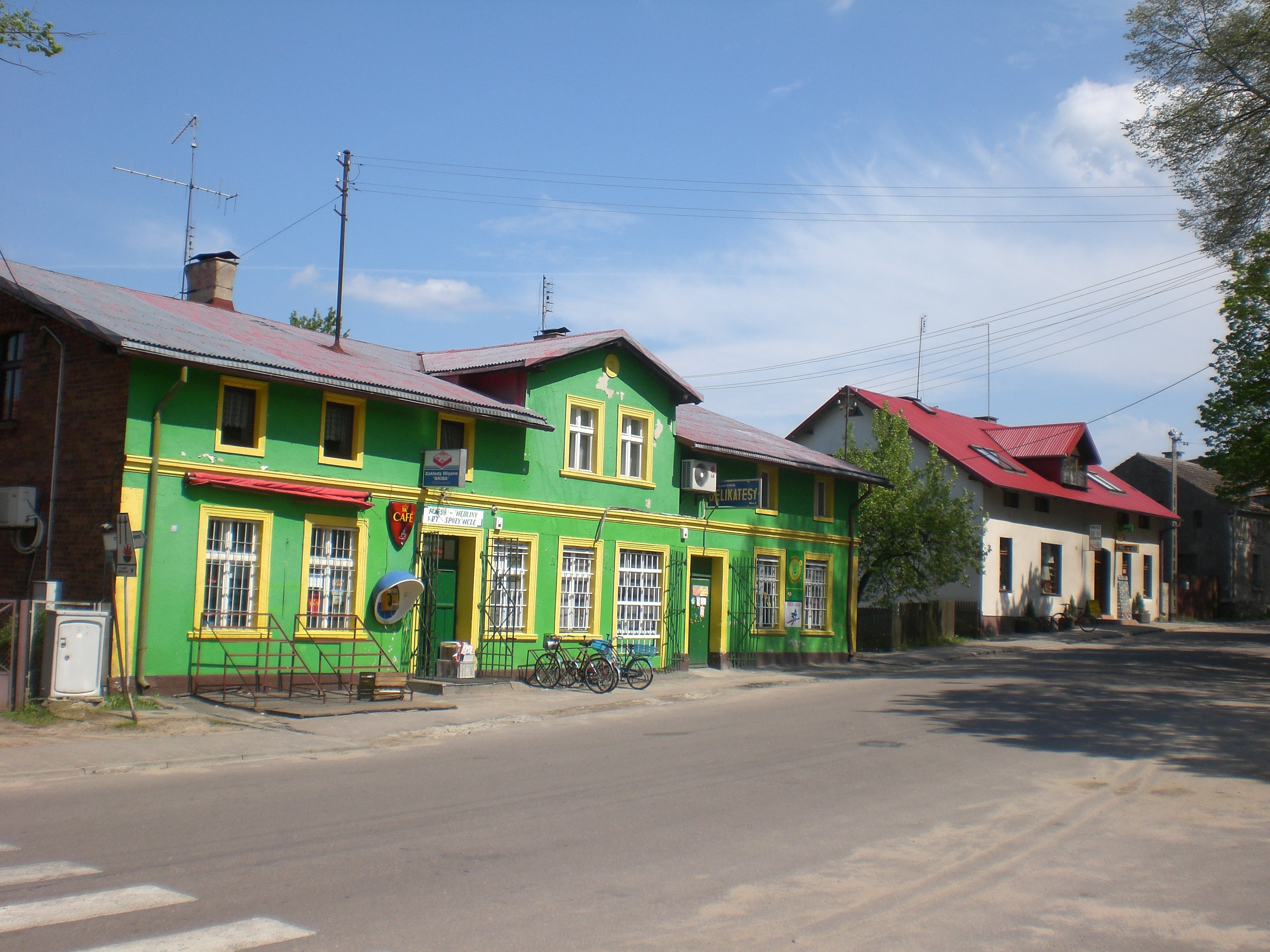
Centrum wsi Wiele

- XIV w. – pierwsze wzmianki o miejscowości
- 1382 – lokacja wsi na prawie niemieckim
- 1466 – na mocy II pokoju toruńskiego włączenie w obszar Prus Królewskich
- 1569 – w granicach Korony Królestwa Polskiego (prowincja Prusy Królewskie, województwo pomorskie)
- 1583 – pierwsza wzmianka o cmentarzu[10]
- 1728 – zakończenie budowy drewnianego kościoła w miejsce dawnego
- 1772 – zabór pruski
- 1852 – przeniesienie obrazu Matki Bożej Pocieszenia z Chojnic do Wiela
- 1906 – zakończenie budowy obecnego kościoła parafialnego
- 1915 – rozpoczęcie budowy Kalwarii
- 1920 – ponownie w granicach Polski
- 1924 – wizyta prezydenta Stanisława Wojciechowskiego

## Demografia
Według Narodowego Spisu Powszechnego Ludności i Mieszkań z 2011 roku liczba ludności we wsi Wiele to 1257 z czego 50,6% to kobiety, a 49,4% to mężczyźni. Miejscowość zamieszkuje 20,2% mieszkańców gminy.